# Rădoaia, Sîngerei
Rădoaia este un sat din raionul Sîngerei, Republica Moldova. Este situat la 12 km nord de orașul Sîngerei, 22 km până la Bălți și 120 km până la Chișinău. 
Satul Rădoaia a fost atestat la 13 aprilie 1560. Hramul satului se sărbătorește de Înălțarea Domnului.
În prezent, satul dispune de 3365 terenuri agricole, spital, farmacie, liceu, grădiniță, casă de cultură, bibliotecă, oficiu poștal, muzeu, magazine, stadion, Centrul de caritate pentru bătrâni „Concordia”, tabără de odihnă pentru copii, 2 biserici.

## Istoric

#### Preistoria
La Rădoaia, arheologii au efectuat săpături în repetate rânduri, constatând că aici a apărut o stațiune umană cam prin anii 15000-12000 î. Hr.
Pe locul localității au fost atestate urme de activitate umană: oase de animale, cărbune de lemn, unelte din cremene, pietre arse, toate din paleolitic.
Următoarea așezare s-a format prin anul 6500 î.Hr. Locuitorii ei trăiau în bordeie și modelau vase din lut. Un sat relativ mare s-a format prin anul 3000 î.Hr, iar puțin mai târziu s-a format încă unul.
În epoca bronzului, aici au existat 2 sate, dovadă fiind vetrele acestora, unde au fost găsite urme de cenușă, diferite obiecte casnice, vase de argilă din perioada târzie a bronzului.

#### Epoca antică
În perioada romană, pe aceste locuri erau 5 sate. Locuitorii acestora aveau case spațioase din lemn și lut, cultivau pământul, creșteau turme de vite, practicau diferite meșteșuguri, dar și întrețineau relații comerciale cu negustorii străini. Aceste așezări au fost incendiate și devastate în anul 376, în urma invaziilor hunilor.

### Atestare
Odată cu întemeierea Țării Moldovei, pe aceste meleaguri s-au format 2 sate. Locuitorii acestora au și fondat satul actual. Rădoaia a fost menționată ca punct de hotar a Zăvădinelor pe Răut într-un hrisov din 13 aprilie 1560, în prima domnie a lui Alexandru Lăpușneanu:
„Cu mila lui Dumnezeu, noi Alexandru voievod domn al Țării Moldovei.

Înștiințare facem cu aceasta a noastră carte, tuturor cine va caută spre dânsa sau citindu-se va auzi. Adică acești adevărați, slugile noastre [...] Flore și Ilie Pohreb și Oanța, i-am miluit pe dânșii cu osebita a noastră mila dela noi în pământul nostru a Moldovei, cu un loc din pustii în gura văii Dealul Vechiu dinspre răsărit, ca să-și facă sat, fiindcă domnia mea am luat dela dânșii alt sat,, anume Miceștii supt Redoae și l-am dat, ca sa fii ascultătoriu de Zăvadeni, ca să fie și dela noi uric cu tot venitul și fiilor lor și nepoților, strănepoților și la tot neamul lor, cine sa va alege mai de-aproape, neclintit nici odinioară, in veci.

...

Și spre mai mare tărie și întăritură a celor toate de sus scrise, am poruncit credincios jupânului Movilei logofăt, să scrie și pecetea noastră să spânzure la aceasta adevărata a noastră carte.

Au scris Toma Berheci, în Iași, la anul 7078 <1560> în luna aprilie 13.”

### Epoca modernă
Când Imperiul Rus la 1812 a anexat Basarabia, moșia Rădoaia se afla în proprietatea boierului Constantin Paladi. El stăpânea aici 100 fălci de pământ arabil, 100 fălci de pădure și 200 fălci de imaș.
Mai apoi, satul Rădoaia, căruia i se mai zicea Dumbrăveni sau Cucoșeni, trecu în posesia Varvarei Starova, văduva unui general rus. Ea stăpânea 2069 desetine de pământ și 120 desetine de pădure.
În 1891, aici activa Școala de alfabetizare. Satul dispunea de biserică și 3 mori de vânt. Petru Romașcan a construit și a pus în funcțiune o moară cu aburi.
Școala primară era frecventată în 1909 de 35 băieți și 12 fete, instruiți de învățătorul Coftaniuc.

### Perioada interbelică
La Rădoaia, în ziua de 26 ianuarie 1918 sosește un escadron din Divizia 1 de cavalerie. Prin reforma agrară, promovată de Sfatul Țării  și legiferată în 1920, 500 de nevoiași din Rădoaia au fost împroprietăriți cu pământ sustras din moșiile boierești.
La școala din Rădoaia, în 1933 învățau 212 elevi, și erau 4 profesori.

### Al Doilea Război Mondial
În războiul care a durat între 1941 și 1945 au fost luați pe front, de către trupele sovietice, tinerii apți de luptă. Dintre aceștia, mulți nu s-au mai întors acasă. 

### Perioada postbelică
Au urmat mai multe valuri de deportări și pe teritoriul satului Rădoaia: 1941, 1944, 1945, 1947, 1949, 1951.  Victimele au fost acuzate de naționalism, neachitarea impozitelor, motive politice și religioase colaboraționism, membru al sectei „Martorii lui Iehova”, agent al serviciului de spionaj român, etc.

## Demografie

### Dinamica populației
Dinamica populației satului Rădoaia în perioada 1855-2009:
| Anul | Numărul populației |
| ---- | ------------------ |
| 1855 | 605                |
| 1870 | 707                |
| 1904 | 1200               |
| 1923 | 1417               |
| 1932 | 3075               |
| 1979 | 4449               |
| 1989 | 4832               |
| 1994 | 5008               |
| 2004 | 5789               |
| 2009 | 5878               |

## Administrație și politică
Componența Consiliului local Rădoaia (13 consilieri), ales la 5 noiembrie 2023, este următoarea:
|  | Partid                                       | Consilieri | Componență | Componență | Componență | Componență | Componență | Componență | Componență | Componență | Componență |
|  | -------------------------------------------- | ---------- | ---------- | ---------- | ---------- | ---------- | ---------- | ---------- | ---------- | ---------- | ---------- |
|  | Partidul Acțiune și Solidaritate             | 9          |            |            |            |            |            |            |            |            |            |
|  | Partidul Socialiștilor din Republica Moldova | 4          |            |            |            |            |            |            |            |            |            |

## Personalități marcante
- Ștefan Pirogan  ostaș în Primul Război Mondial, primarul orașului Bălți.  În 1917-1918 a promovat cu ardoare Unirea Basarabiei cu România.
- Vadim Pirogan - fiul lui Ștefan Pirogan. În 2002 a fondat Muzeul Memoriei Neamului din Chișinău. A editat 5 cărți despre tragedia basarabenilor sub ocupația sovietică: „Cu gândul la tine,Basarabia mea”, „Pe drumurile pribegiei”, „Timpuri și oameni”, „Destine românești”, „Calvarul”. A fost membru al Uniunii Scriitorilor.